# بينيلي إم 1014 (إم 4)

## التاريخ
في 4 مايو 1998، أصدر مركز أبحاث وتطوير وتسليح جيش الولايات المتحدة أي آر دي إي سي)، نيو جيرسي طلب الالتماس ''# DAAE30-98-R-0401''، طلب تقديم طلقات بندقية جديدة من عيار 12 شبه آلي للجيش الأمريكي. استجابة للطلب، قامت Benelli Armi SpA من Urbino ، إيطاليا بتصميم وبناء بندقية Benelli M4 Super 90 Combat Shotgun. في 4 أغسطس 1998، تم تسليم خمس عينات من M4 إلى أبردين بروفينج جراوند بولاية ماريلاند، وبعد اختبار مكثف، فاز M4 على المنافسة. في أوائل عام 1999، منحت ARDEC عقد M1014 Joint Service Combat Shotgun لشركة Heckler & Koch ، وهي شركة أمريكية فرعية لاستيراد Benelli M4 Combat Shotgun. تم تسليم الوحدات الأولى (عدد 20000) إلى مشاة البحرية الأمريكية في عام 1999. أثناء الاختبار، تم تسمية النموذج الأولي XM1014 ، ولكن بعد اعتماده، تم إسقاط "X"، وتم تعيين السلاح رسميًا على بينيلي إم 1014 (إم 4).

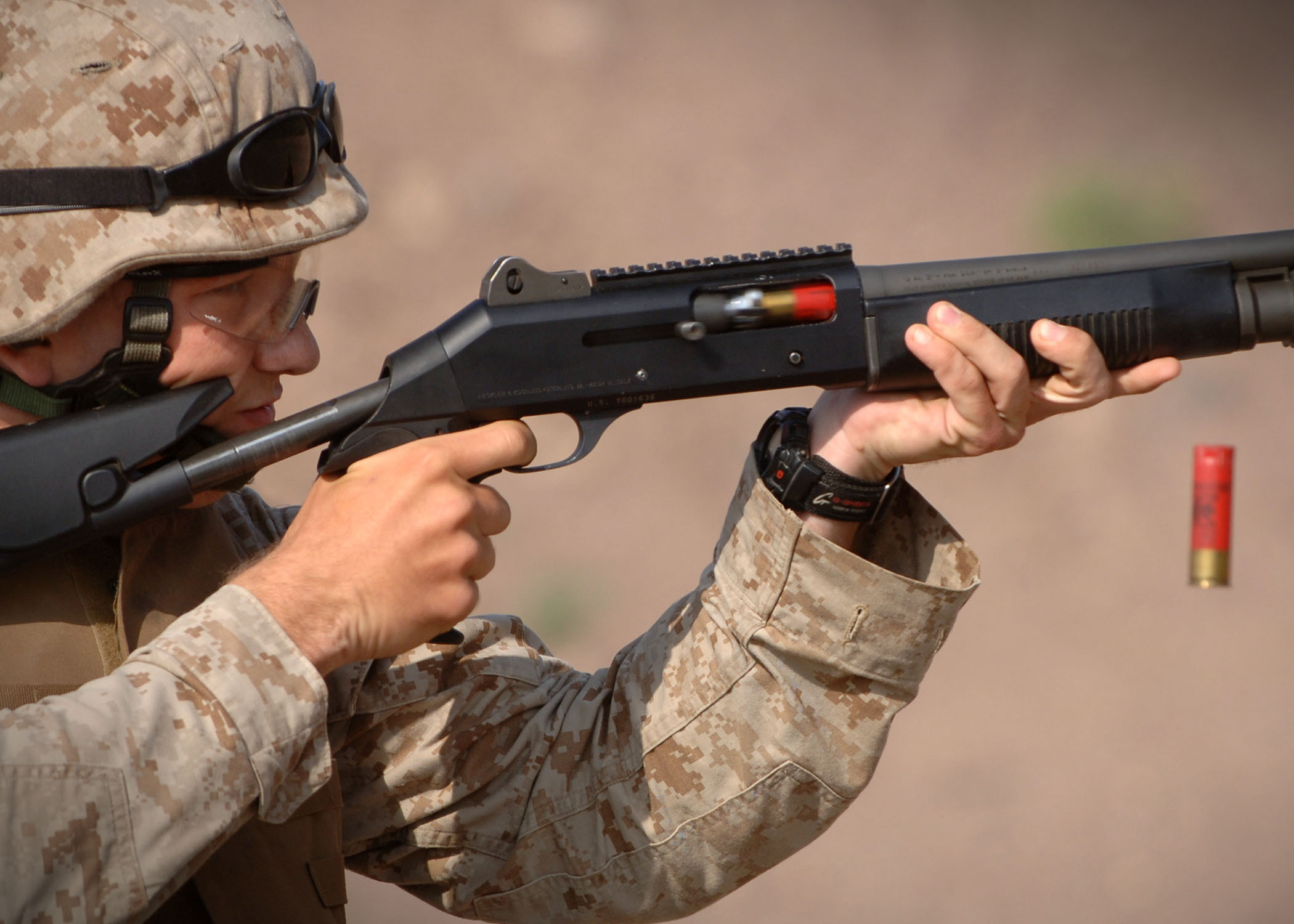
أطلق أحد أعضاء مشاة البحرية الأمريكية النار من بندقية M1014 كجزء من التدريب في ديسمبر 2006.

### نظام واجهة السكك الحديدية
يقبل نظام واجهة السكك الحديدية أو سكة Picatinny ، المضمنة في الجزء العلوي من البندقية، نطاقات وإضاءة الليزر ومشاهد الرؤية الليلية والمصابيح اليدوية. معظم الأسلحة النارية العسكرية الحديثة لها هياكل مماثلة.

### بينيلي التكتيكية و M4
Benelli Tactical هو قسم من Beretta's إنفاذ القانون (LE) شعبة. تدير Benelli Tactical مبيعات جميع البنادق التكتيكية من Benelli إلى جهات تنفيذ القانون والحكومة والكيانات العسكرية. يتم بيع بندقية M4 في ثلاثة تكوينات: M4 Entry مع 14 في برميل؛ M4 مع 18.5 للبرميل؛ و M1014 ، وهي M4 عليها تسمية "M1014" للاستخدام العسكري فقط. تتوفر البنادق M4 التي يتم بيعها من خلال التكتيكي Benelli مع خيرة قابلة للطي.

## روابط خارجية
- موقع Benelli M4
- دليل مشغل Benelli M4
- صفحة M4 Super 90 الرسمية
- القوات البريطانية تستعرض قوة النيران
- بينيلي إيثوس
- Benelli Legacy
- بينيلي مونتيفيلترو
- أسلحة USMC: M1014 Combat Shotgun
- USMC TM 10698A-10/1 دليل المشغل للبندقية القتالية، المقياس 12، نصف آلي M1014 1005-01-472-3147